# 차유진 (1974년)
차유진(본명: 김지성, 1974년 10월 28일 ~)은 대한민국의 배우이다.

## 학력
- 서울반포초등학교 (졸업)
- 세화여자중학교 (졸업)
- 서문여자고등학교 (졸업)
- 서울예술전문대학 극작과 전문학사 (졸업)

## 출연작

### 드라마
- 2008년 《종합병원 2》 - 서유나 역
- 2012년 《KBS 드라마 스페셜 - 칠성호》 - 순 분 역
- 2013년 《메디컬 탑팀》 - 환자 역
- 2014년~2015년 《닥터 프로스트》 - 김성희 역
- 2016년 《38 사기동대》 - 방미나 조연
- 2017년 《터널》 - 목진우 엄마 역
- 2017년 《돈꽃》 - 안 비서 역
- 2019년 《검법남녀》 - 송지수 역
- 2019년 《보이스 3》 - 염미정 역
- 2020년 《슬기로운 의사생활》 - 한승주 역
- 2021년 《슬기로운 의사생활 시즌2》 - 한승주 역
- 2021년 《검은 태양》 - 정기선 역
- 2022년 《며느라기 시즌1.2》 - 도 팀장 역
- 2022년 《우리들의 블루스》 - 강옥동 역 (김혜자 아역)
- 2022년 《미미쿠스》 - 한주미 역
- 2022년 《가우스 전자》 - 최달순 역
- 2023년 《산책》 - 나지은 역
- 2023년 《폭염주의보》 - 큰엄마 역
- 2024년 《멱살 한번 잡힙시다》 - 양애나 역
- 2025년 《24시 헬스클럽》 - 미란 엄마 역
- 2025년 《사계의 봄》- 봄이 엄마 역

### 영화
- 2004년 신석기 블루스 - 옆집 여자 조연
- 2009년 즐거운 우리집 - 주연
- 2010년 김종욱 찾기 - 오사카 승무원역 조연
- 2014년 향 - 춘심역 주연
- 2014년 우는 남자 - 곤 엄마역 조연
- 2019년 항거: 유관순 이야기 - 임명애역  조연
- 2022년 우수 - 김 이사역 주연
- 2022년 정직한 후보 2 - 대통령 비서역 특별출연

## 연극
- 멕베스- 환 - 축장군
- 연카르마 - 신부
- 악당의 조건 - 영희
- 2008년 트릿 - 앤
- 2006년 발자국 안에서 - 아내
- 1994년 구멍의 둘레 - 예린
- 2004년 한 여름 밤의 꿈 - 벽
- 2007년 멜로드라마 - 박미현
- 2007년~2008년 서툰사람들 - 유화이
- 2008년 멜로드라마 - 박미현
- 2009년 레지스탕스 - 도라 돌보프
- 춘천거기 - 선영
- 2010년 바냐아저씨 - 소냐
- 코뿔소의 사랑 - 밍밍
- 2011년 친정엄마 - 딸[1]
- 지하생활자들 - 여인
- 2011년~2012년 - 리턴 투 햄릿  - 여일[2]
- 2012년 풍찬노숙 - 개심
- 친정엄마 - 딸[3]
- 2014년 봄날은 간다 - 수
- 2015년 타바스코 - 애니
- 2017년 2017 서울국제공연예술제 - 위대한 놀이 - 언청이, 엄마 외
- 2017년~2018년 일상의 광기에 대한 이야기 - 야나
- 2019년~2020년 불  - 이소벨

## 뮤지컬
- 2006년~2007년 오! 당신이 잠든 사이 - 이길례역